# 田平
田平（1913年10月—），曾用名田见龙，江苏江阴人，中华人民共和国政治人物、外交官。

## 生平
1931年，加入上海职业界救国会。1937年，前往延安，进入抗日军政大学学习，毕业后在八路军担任保卫工作。1945年，派往东北任职。1949年，赴江西省任职。1954年，调入外交部工作，先后任外交部人事司专员、副司长、代司长。1959年，升任外交部人事司司长。，后任领事司副司长、驻民主德国大使馆政务参赞。1976年3月，出任中华人民共和国驻大阪总领事。1978年11月，出任中华人民共和国驻塞拉利昂大使。1982年11月，自驻塞拉利昂大使离任。